# Elisa Salvadori
Elisa Salvadori (Cagliari, 9 settembre 1900 – Roma, 30 settembre 1987) è stata una religiosa, benefattrice e insegnante italiana.

## Biografia
Nacque nel capoluogo sardo dove il padre Olindo era provveditore agli studi, si trasferì poi a Roma con la famiglia, che comprendeva il giornalista e poeta Giulio Salvadori e Mons. Enrico Salvadori, custode generale dell'Accademia dell'Arcadia dal 1916 al 1924, suoi zii. Restò presto orfana della madre.
Nel 1916 fu ammessa all'Accademia dell'Arcadia, con lo pseudonimo di Glyceria.
Il 27 ottobre 1920 sposò l'ufficiale dei Bersaglieri, Luigi Togna, con cui ebbe due figli.
Nel 1932 in Roma, in piazza San Salvatore in Lauro, aprì un istituto per l'infanzia abbandonata.
Durante la seconda guerra mondiale il marito era in Africa come maggiore inquadrato nel 9º reggimento Bersaglieri, XXVIII battaglione, in cui raggiunse sul campo il grado di tenente colonnello e che infine comandò; in Africa combatteva anche il figlio Franco, che vi morì. Questa tragedia la spinse ad abbandonare la vita mondana e a dedicarsi alle famiglie e alla cura dell'infanzia e dei poveri. Per questo, pur maritata, ottenne una speciale dispensa papale e poté farsi suora, fondando nel 1950 a Roma la congregazione religiosa delle "Suore Oblate della Sacra Famiglia".
Negli anni '60 aprì tre istituti religiosi in Umbria, a Bevagna, Ferentillo e Cerreto di Spoleto, con scuole per l'infanzia e l'istituto tecnico per geometri "parificato" in viale Somalia a Roma.
Morì a Roma nell'Ospedale "Cristo Re", presso il quale era ricoverata.
Il 2 giugno 1988 il presidente della Repubblica Italiana Francesco Cossiga le conferì, alla memoria, la Medaglia d'oro ai benemeriti della scuola della cultura e dell'arte.